# 明神橋
明神橋（みょうしんはし）は、福島県石川郡石川町と西白河郡矢吹町に跨る道路橋である。

## 概要
- 全長：97.7 m
- 幅員：10.0 m
- 竣工：1990年[1]

石川町と矢吹町との町境をなす一級水系阿武隈川を渡り、福島県道106号石川矢吹線（福島県道139号母畑白河線重用区間）を通す3径間の桁橋である。東詰は石川町中野字悪戸に、西詰は矢吹町明新東に位置する。橋上は上下対向2車線で供用され、上り線側（下流側）に歩道が設置されている。石造りの親柱が設置されており、橋名板に加え各町の木、花を描いたレリーフが嵌め込まれている。現在の橋は1990年3月に先代の橋梁の下流側に架けられたものであり、それに合わせ橋梁東側の各県道の線形や交差点形状が変更された。

## 沿革
当地は阿武隈川と右岸支流の社川の合流点の直下流にあたり、1885年に左岸側の明岡村に明岡河岸が開かれると、阿武隈川上流域の舟運の重要地点として利用されてきた。明治期には木橋が架けられていた。
- 1930年（昭和5年）10月 - 6径間RC桁橋（全長：70.8 m、幅員：4.6 m）に架け替えられる[2]。

この時の橋梁架設位置が阿武隈川を管轄する県出先機関の境界となっている（上流側：福島県県南建設事務所、下流側：福島県県中建設事務所）。
- 1990年（平成2年）3月 - 現在の橋梁が架けられ、併せて周辺道路の線形が変更される。

## 周辺
- JR水郡線野木沢駅
- 沼和久横穴古墳群
- 悪戸古墳群

## 隣の橋
- 阿武隈川

（上流） - 吉岡橋 - 滑津橋 - 明神橋 - 川の目橋 - うつくしま大橋 - （下流）